# Klammpass
Der Klammpass liegt am nördlichen Ende des Gasteinertals; die Gasteiner Ache bricht hier über eine Steilstufe in das deutlich tiefer liegende Salzachtal hinunter und mündet dann bei Lend in die Salzach. Die alte Passstraße um den Klammtunnel kann man noch benutzen, es droht aber wegen der mangelhaften Hangsicherung Steinschlaggefahr.

## Geschichte
Durch das Gasteiner Tal führte schon in frühgeschichtlicher Zeit eine Handelsroute. Die Römer hatten hier die kürzeste Strecke zwischen Juvavum und Teurnia. Im Mittelalter lag am Südabfall des Klammpasses am orographisch linken Ufer der Gasteiner Ache eine Straßensperre und Mautanlage. Ein Wachthaus am Klammpass wird erstmals um 1450 erwähnt. Die Burg Klammstein hatte damals ihre Funktion als Talsperre bereits verloren. 1525 versuchte die Gerichtsgemeinde Gastein eine Mautstelle zu errichten, um die hohen Kosten für den Straßenerhalt einzutreiben. 1563 wurden bei dem Wachthaus Umbauten getätigt, deren Kosten sich der Erzbischof und die Gewerken der Weitmoser, Zott, Katzpeck und Strasser untereinander teilten. 1597 soll hier ein eigenes Häusl errichtet worden sein, um die Ausbreitung der Pest zu verhindern. 1693 ließ der Landrichter bei dem Clambheisl Palisaden und einen Schranken zur Kontrolle des ausgeführten Getreides errichten. 1748 ersuchte die Gerichtsgemeinde Gastein um Auflassung der Mautstelle, jedoch erhob die Religionskommission dagegen Einspruch, da man sonst den Kryptoprotestantismus und den Schmuggel der protestantischen Schriften im Lande nicht mehr kontrollieren könne.
1784 wurde das bereits vermoderte Wohnhaus für die Soldaten mit Steinen von der Burg Klammstein neu erbaut; die Wache wurde nun von regulärem Militär übernommen. Aufgabe der Wächter, die „gut katholisch“ sein mussten, war es, den Handel zu prüfen, den Erzschmuggel zu verhindern (vor allem von Glaserz), den Transport von Nahrungsmitteln zu kontrollieren und Bettler und Fremde nur mit Ausweisen in das Land zu lassen. Das Gatter sollte bei Tag und Nacht verschlossen sein. Da der Pass leicht umgangen werden konnte, waren die Wächter angehalten, oft Patrouille zu gehen. Die Passstelle war wichtig, da bis Kärnten keine weitere Kontrollstelle vorhanden sei.
1821 riss ein Hochwasser den Torbogen weg. Angeblich waren 1897 die Pfeiler des Passes aber noch gut sichtbar. Allerdings vernichtete der neuzeitliche Bahn- und Straßenbau die Reste dieser Wach- und Sperranlagen.

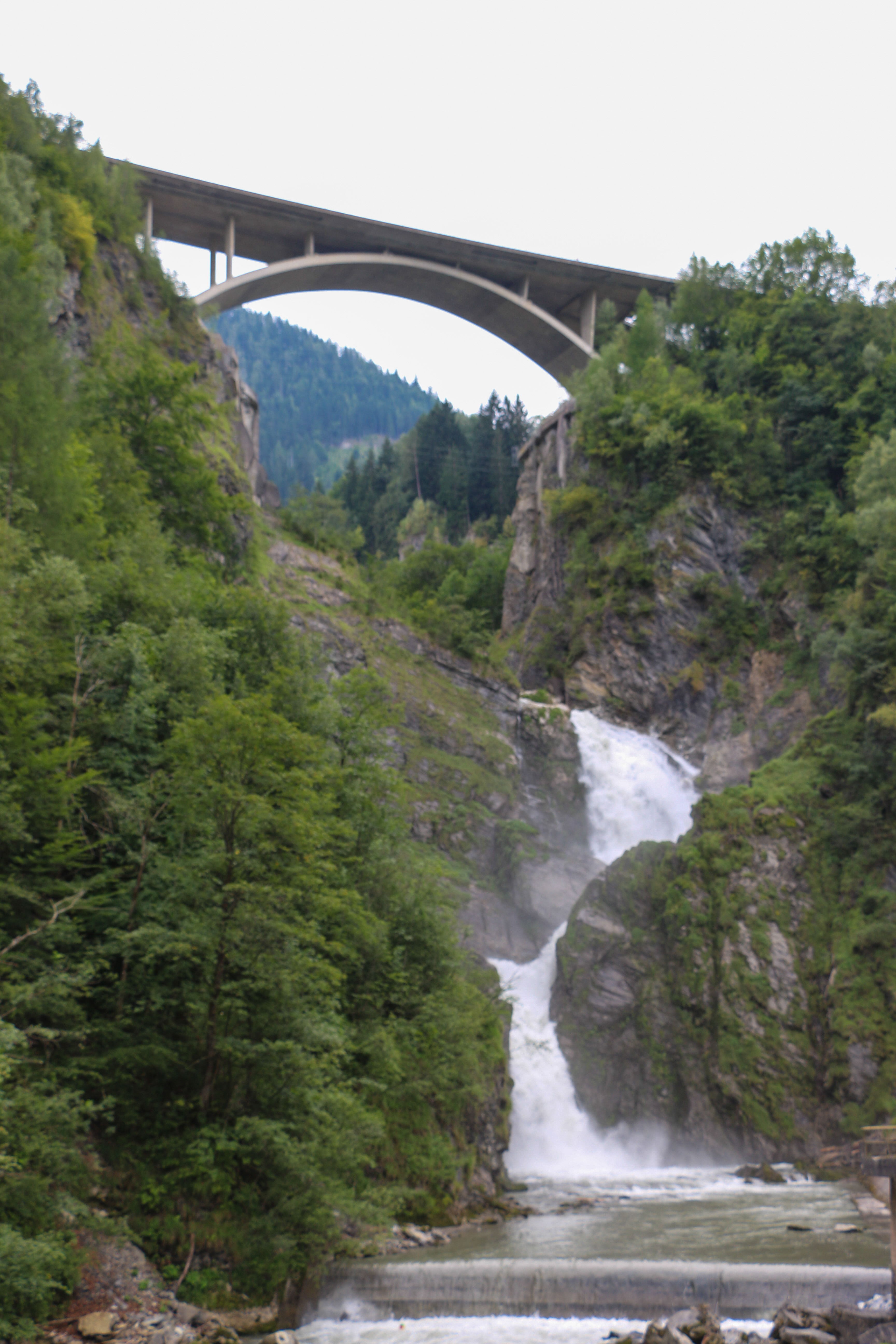
Mündung der Gasteiner Ache bei Lend (Salzburg) in die Salzach